# Bolborhinum tricorne
Bolborhinum tricorne es una especie de coleóptero de la familia Geotrupidae.

## Distribución geográfica
Habita en Chile.